# Claudio Golinelli
Claudio Golinelli (ur. 1 maja 1962 w Piacenzy) – włoski kolarz torowy i szosowy, ośmiokrotny medalista torowych mistrzostw świata.

## Kariera
Pierwszy sukces w karierze Claudio Golinelli osiągnął w 1981 roku, kiedy zdobył złoty medal szosowych mistrzostw Włoch w kategorii amatorów. Sześć lat później wystartował na mistrzostwach świata w Wiedniu, gdzie zdobył srebrny medal w keirinie, w którym wyprzedził go jedynie Harumi Honda z Japonii, a w sprincie indywidualnym był trzeci za kolejnymi dwoma Japończykami: Noboyukim Tawarą i Hideyukim Matsui.  Na mistrzostwach świata w Gandawie w 1988 roku zwyciężył w keirinie, podobnie jak podczas mistrzostw świata w Lyonie w 1989 roku. Na tej drugiej imprezie Golinelli zdobył również złoty medal w sprincie indywidualnym zawodowców. Kolejne dwa medale zdobył na mistrzostwach świata w Maebashi w 1990 roku, zajmując drugie miejsce w sprincie (wygrał Michael Hübner z NRD) i trzecie miejsce w keirinie (za Hübnerem i Michelem Vaartenem z Belgii). Ostatni sukces osiągnął na mistrzostwach świata w Stuttgarcie w 1991 roku, gdzie wywalczył srebro w keirinie - wyprzedził go tylko Michael Hübner. Claudio nigdy nie brał udziału w igrzyskach olimpijskich.